# 宮後站
宮後站（日语：／ Miyaushiro eki */?）是一座位於愛知縣丹羽郡古知野町宮後（現時：江南市），名古屋鐵道犬山線的車站（廢站）。

## 歷史
- 1912年（大正元年）8月6日 ： 名古屋電氣鐵道（日语：名古屋電気鉄道）犬山線的宮後站啟用。
- 1921年（大正10年）7月1日  - 名古屋電氣鐵道一宮線和犬山線轉讓給名古屋鐵道，成為名古屋鐵道一宮線的車站。
- 1941年（昭和16年）8月12日 - 一宮線枇杷島橋至岩倉之間編入為犬山線，成為名古屋鐵道犬山線車站。
- 1944年（昭和19年） - 車站暫停營業。
- 1969年（昭和44年）4月5日 - 車站廢除。

## 車站構造
此站是地面車站，設有2面2線的月台。

## 現況
在車站遺址還可看見推測為月台的地基和鋪路石。車站遺址現時是在江南市宮後町。在遺址附近設有江南汽車學校和宮後八幡社。

## 相鄰車站
所屬路線和相鄰車站取自車站營業時代。
名古屋鐵道
犬山線
特急、急行
通過
普通
古知野－宮後－柏森

## 注腳
1. ↑  鉄道停車場一覧. 昭和12年10月1日現在 （页面存档备份，存于）（日語） 國立國會圖書館數碼化收藏 2020年2月1日參閱。